# Vibrato

Ukázka hudebního efektu vibrato, hraný na elektrické kytaře

Vibrato je hudební efekt spočívající v malé, pravidelné a rychle pulzující změně výšky buď zpěvu, nebo tónu hudebního nástroje (např. houslí, violoncello). Je tedy charakterizováno rozsahem (max. o půltón) a rychlostí změny výšky (kolem 5 Hz). U strunných nástrojů se obvykle dosahuje kolísáním prstu ruky na hmatníku.
Podobné tremolo znamená periodickou změnu síly zvuku. V hudební praxi se sice často vyskytuje obojí současně, je však třeba mezi nimi rozlišovat.
Podrobnější informace naleznete v příslušných sekcích článku Housle a Saxofon